# Núcleos cerebelosos profundos
Hay cuatro núcleos cerebelosos profundos incrustados en la sustancia blanca del centro medular. Se trata de los núcleos fastigial, globoso, emboliforme y dentado.

## Entradas
Estos núcleos reciben entradas inhibitorias (GABAérgicas) de las células de Purkinje de la corteza cerebelosa y entradas excitatorias (glutamatérgicas) de las vías de las fibras musgosas y de las fibras trepadoras. La mayoría de las fibras de salida del cerebelo se originan en estos núcleos. Una excepción es que las fibras del lóbulo floculonodular hacen sinapsis directamente en los núcleos vestibulares sin pasar primero por los núcleos cerebelosos profundos. Los núcleos vestibulares del tronco encefálico son estructuras análogas a los núcleos profundos, ya que reciben tanto fibras musgosas como células de Purkinje.

## Núcleos específicos
De lateral a medial, los cuatro núcleos cerebelosos profundos son el dentado, el emboliforme, el globoso y el fastigial. Algunos animales, incluidos los humanos, no tienen núcleos emboliforme y globoso distintos, sino un único núcleo interpuesto fusionado. En animales con núcleos emboliforme y globoso distintos, el término núcleo interpuesto se utiliza a menudo para referirse colectivamente a estos dos núcleos.

## Topografía
En general, cada par de núcleos profundos se asocia con una región correspondiente de la anatomía de la superficie cerebelosa.

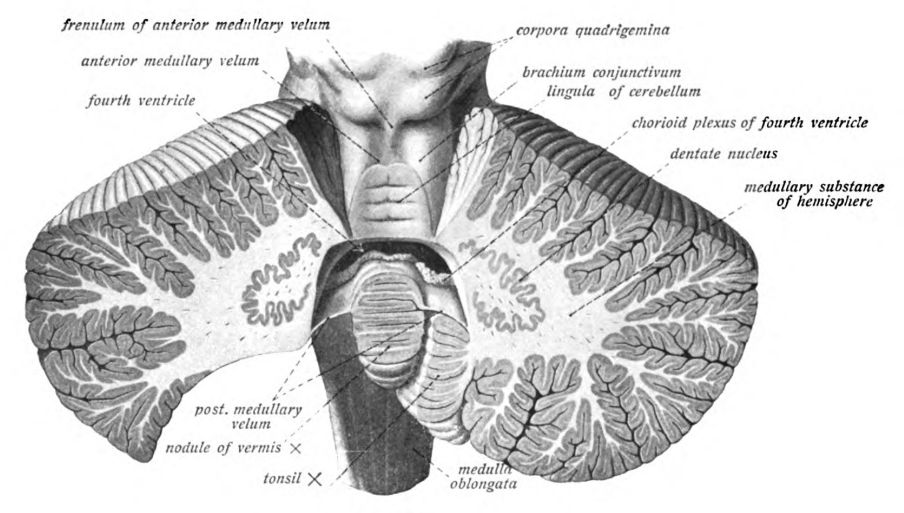
Sección transversal del cerebelo humano, mostrando el núcleo dentado, así como el cuarto ventrículo
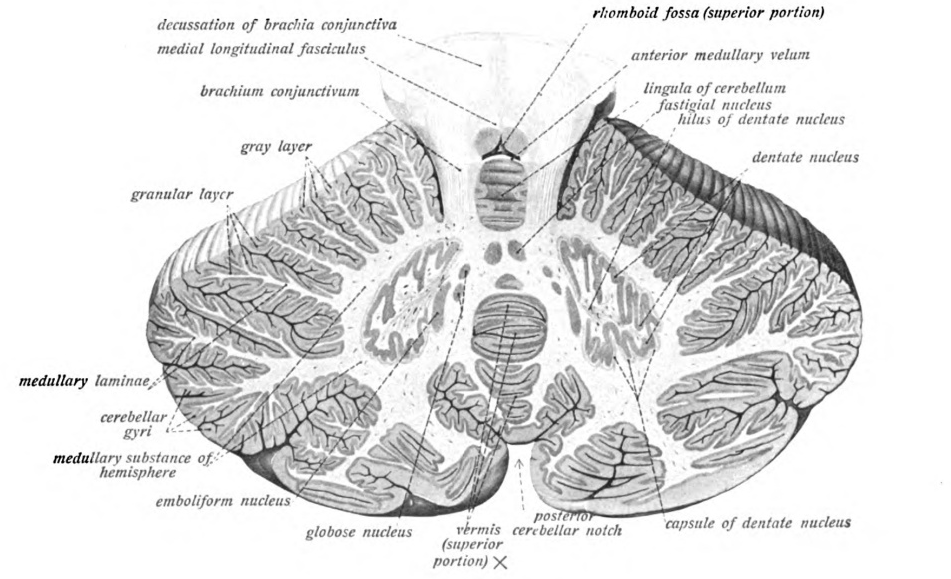
Corte transversal del cerebelo humano, mostrando el núcleo dentado y corte transversal del vermis.

- Los núcleos dentados se encuentran en la profundidad de los hemisferios laterales,
- los núcleos interpuestos se encuentran en la zona paravermal (intermedia),
- y los núcleos fastigiales están en el vermis.

Estas relaciones estructurales se mantienen generalmente en las conexiones neuronales entre los núcleos y la corteza cerebelosa asociada,
- con el núcleo dentado recibiendo la mayoría de sus conexiones de los hemisferios laterales,
- los núcleos interpuestos reciben entradas principalmente de la paravermis,
- y el núcleo fastigial recibe principalmente aferentes del vermis.